# دانشگاه تگزاس کریستین

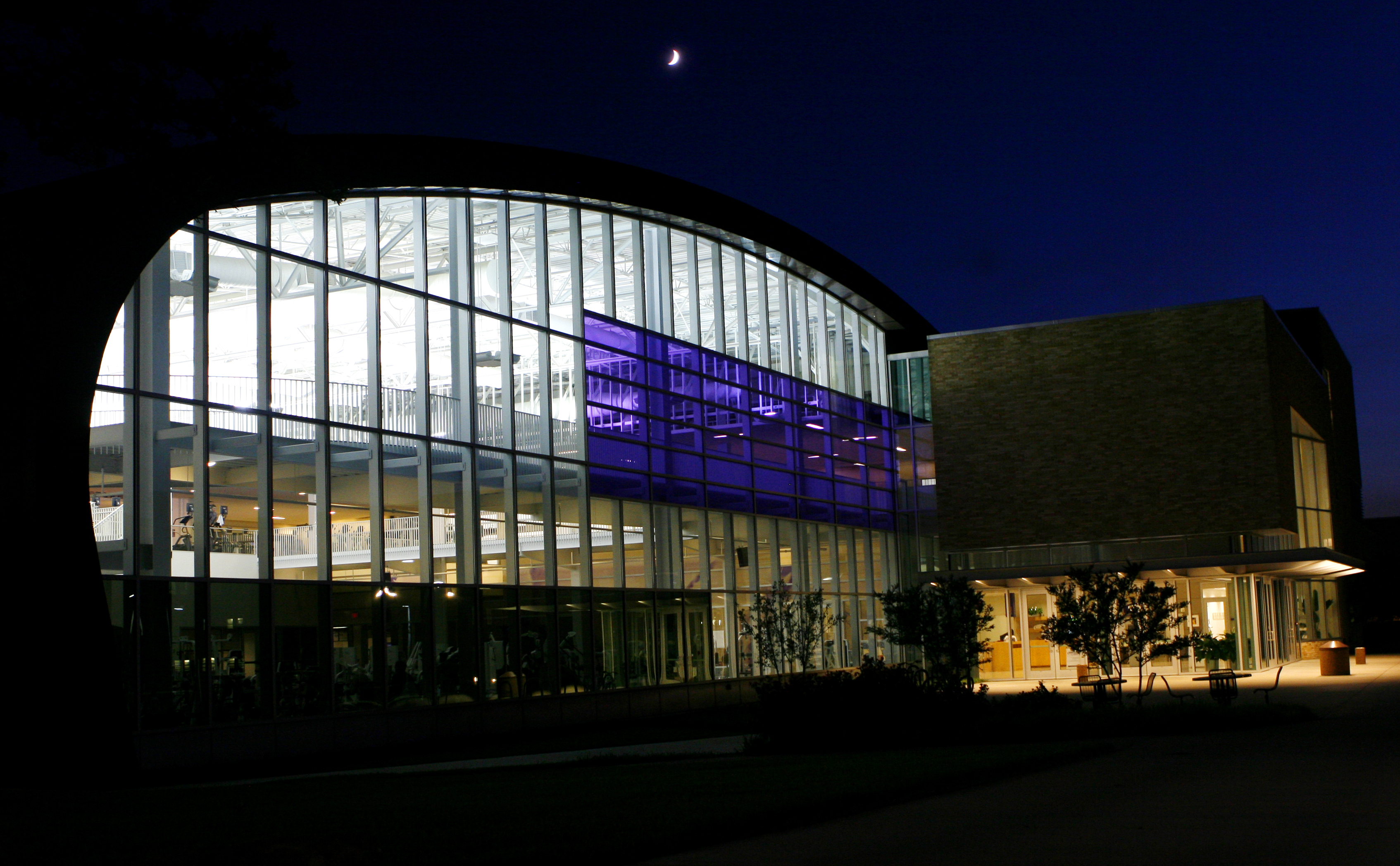
مرکز تفریحات دانشجویی دانشگاه، اثری از مهرداد یزدانی.

دانشگاه تگزاس کریستین (به انگلیسی: Texas Christian University) یکی از دانشگاه‌های خصوصی ایالت تگزاس در ایالات متحده آمریکا می‌باشد.
این دانشگاه در شهر فورت وورث قرار دارد.